# Quercus palmeri
Quercus palmeri es una especie del género Quercus dentro de la familia de las Fagaceae. Está clasificada en la Sección Protobalanus, roble americano y sus parientes, que se encuentran en el suroeste de Estados Unidos y el noroeste de México. Tienen los estilos cortos, las bellotas maduran en 18 meses y tienen un sabor muy amargo. Las hojas suelen tener lóbulos con puntas afiladas, con las cerdas en la punta del lóbulo.

## Distribución y hábitat
Es nativa de California, Baja California y en Arizona a través de la zona de transición al este del Borde Mogollón, donde crece en barrancas, laderas de las montañas, suelos lavados, y otros tipos de hábitats secos.

## Descripción
Quercus palmeri es un arbusto o árbol pequeño que alcanza un tamaño de crecimiento de 2 o 3 metros de altura, pero se sabe que puede llegar a los 6 metros en ocasiones. Se ramifica en ramitas angulosas y de color marrón rojizo. Las hojas son de 1 a 3 centímetros de longitud y son rígidas, coriáceas, y frágiles, sus bordes ondulados con afilados dientes. La superficie superior es brillante y cerosa, y de color verde oliva, la inferior es de color gris verdoso y recubiertas con pelos glandulares. El fruto es una bellota con un gorro peludo de hasta 2,5 centímetros de ancho y una nuez de punta roma de 2 a 3 centímetros de largo.

## Ecología
Este roble crece generalmente en poblaciones pequeñas, algunas de las cuales son en realidad crecimientos clonados de una sola planta. Uno de estos clones en las montañas Jurupa en el condado de Riverside, California, llamado el roble Jurupa, se determinó que su edad era de más de 13.000 años, un solo individuo que vive como un relicto del Pleistoceno. Por lo tanto, es una de las plantas más antiguas que viven en el mundo.

## Taxonomía
Quercus palmeri fue descrita por George Engelmann y publicado en Geological Survey of California, Botany 2: 97. 1880.
Etimología
Quercus: nombre genérico del latín que designaba igualmente al roble y a la encina.
palmeri: epíteto otorgado en honor del botánico Edward Palmer.
Sinonimia
- Quercus chrysolepis var. palmeri (Engelm.) Engelm.
- Quercus dunnii Kellogg ex Curran[4][5]